# Perlboote
Die Perlboote (Nautilidae) sind eine Familie der Kopffüßer (Cephalopoda), die in den Gattungen Nautilus und Allonautilus die letzten fünf heute noch lebenden Arten der Überordnung der Nautiloideen zusammenfasst, eines Taxons, das fossil in einer großen Artenfülle nachgewiesen ist.
Die Perlboote unterscheiden sich von den anderen heute lebenden Kopffüßern, den Tintenfischen (Coleoidea), durch eine Reihe von Merkmalen, die jedoch größtenteils als ursprüngliche Merkmale, also Merkmale der Stammart aller Kopffüßer, angesehen werden.

## Bau

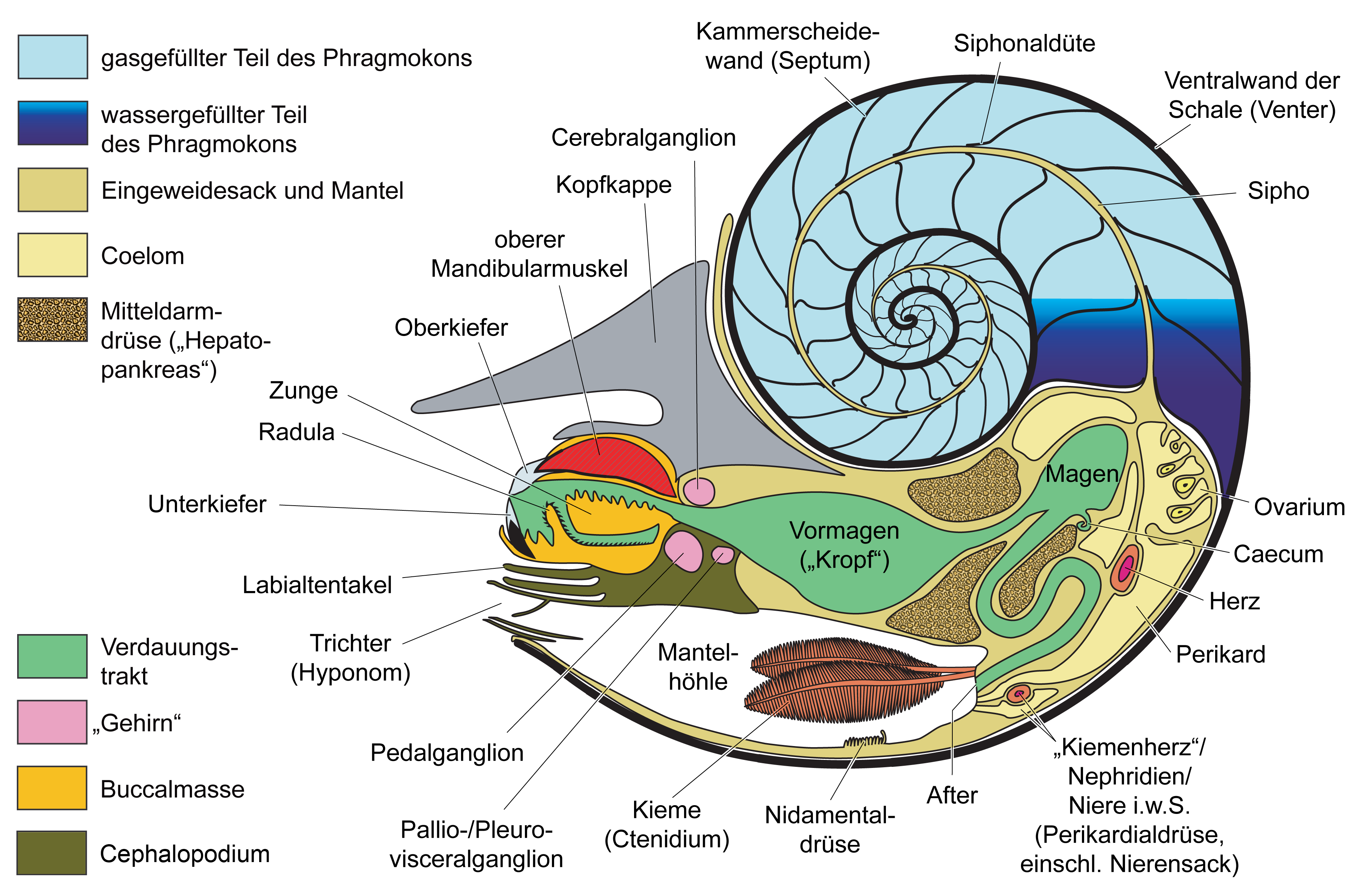
Schematischer Längsschnitt durch ein Perlboot (♀): Der Weichkörper füllt die Wohnkammer aus, die Kammern des Phragmokons (in Blautönen dargestellt) sind größtenteils mit einem luftähnlichen Gasgemisch gefüllt.

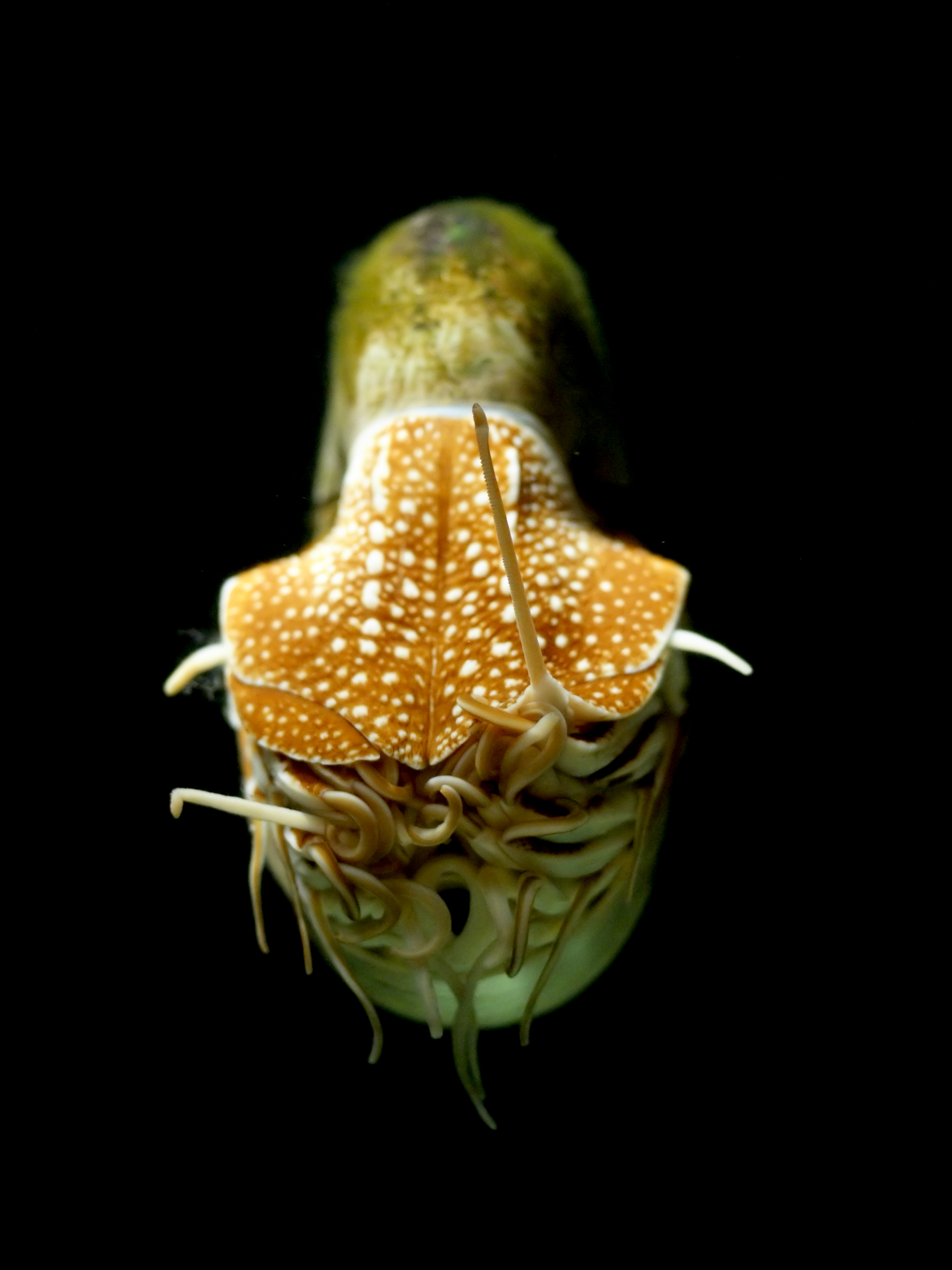
Ansicht eines Perlbootes von „vorn“, mit Blick auf Kopfkappe, Cirren und Trichteröffnung. Man beachte die beiden zur Seite gestreckten vorderen Okulartentakel.

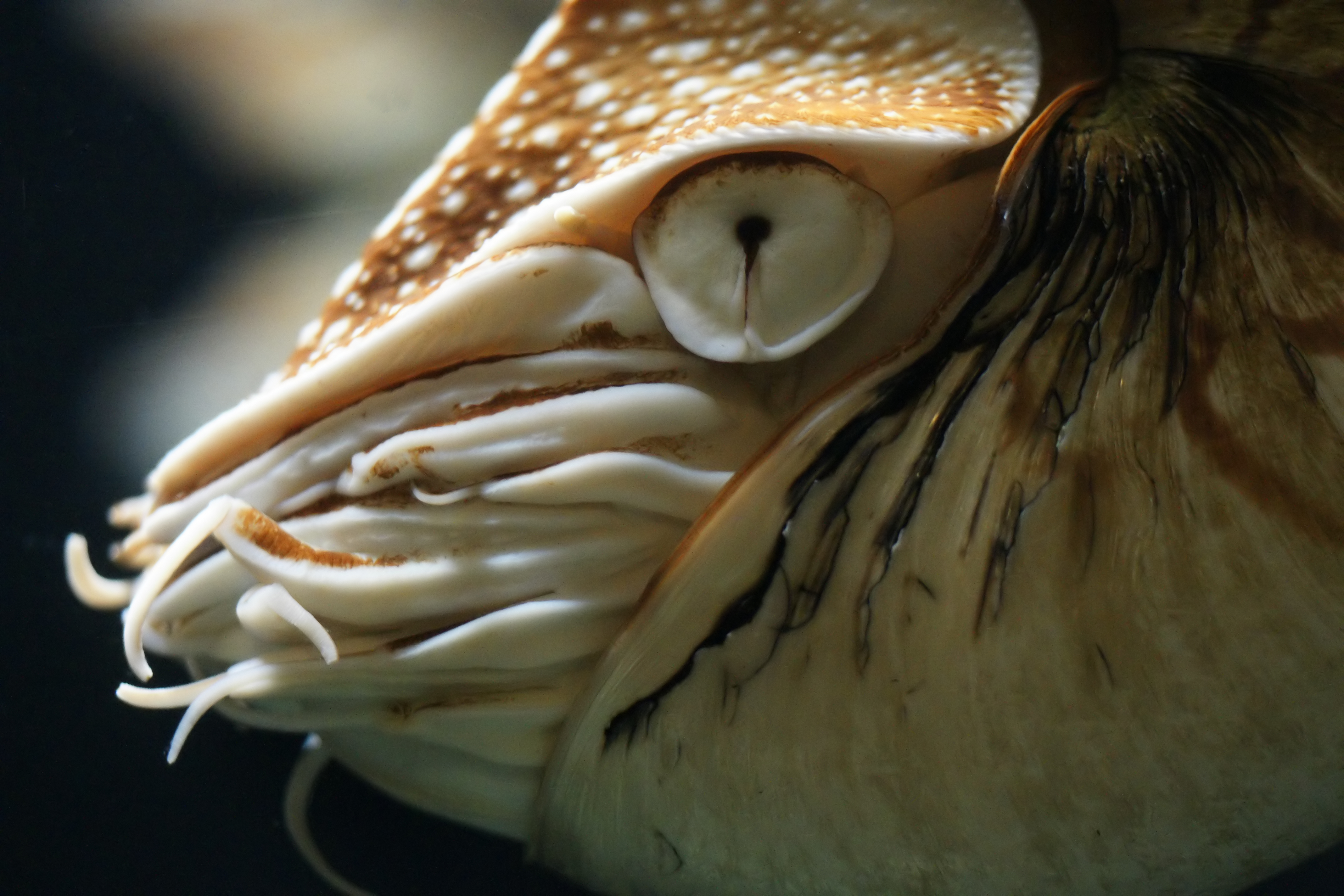
Seitliche Nahaufnahme des Cephalopodiums von Nautilus pompilius. Deutlich zu erkennen sind die fleischigen Scheiden der Digitaltentakel mit weitgehend eingezogenen Cirren. Auch die Okulartentakel sind kaum ausgestreckt.

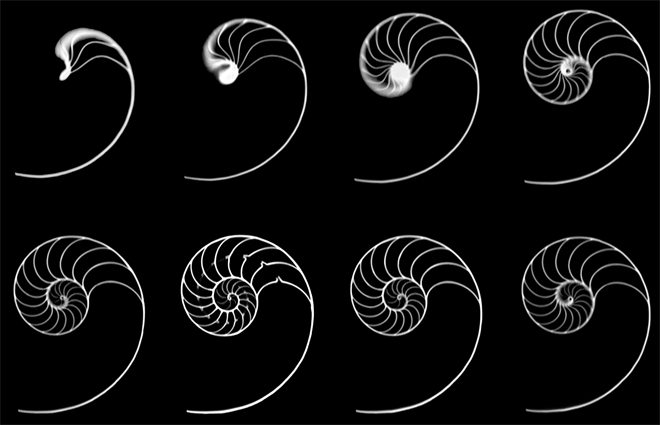
Serie mit CT-Längsschnitten einer Nautilus-Schale. Der sechste Schnitt verläuft in der Symmetrieebene der Schale (Medianebene) und zeigt die Durchtrittsstellen des Siphos durch die Kammerscheidewände (Siphonaldüten).

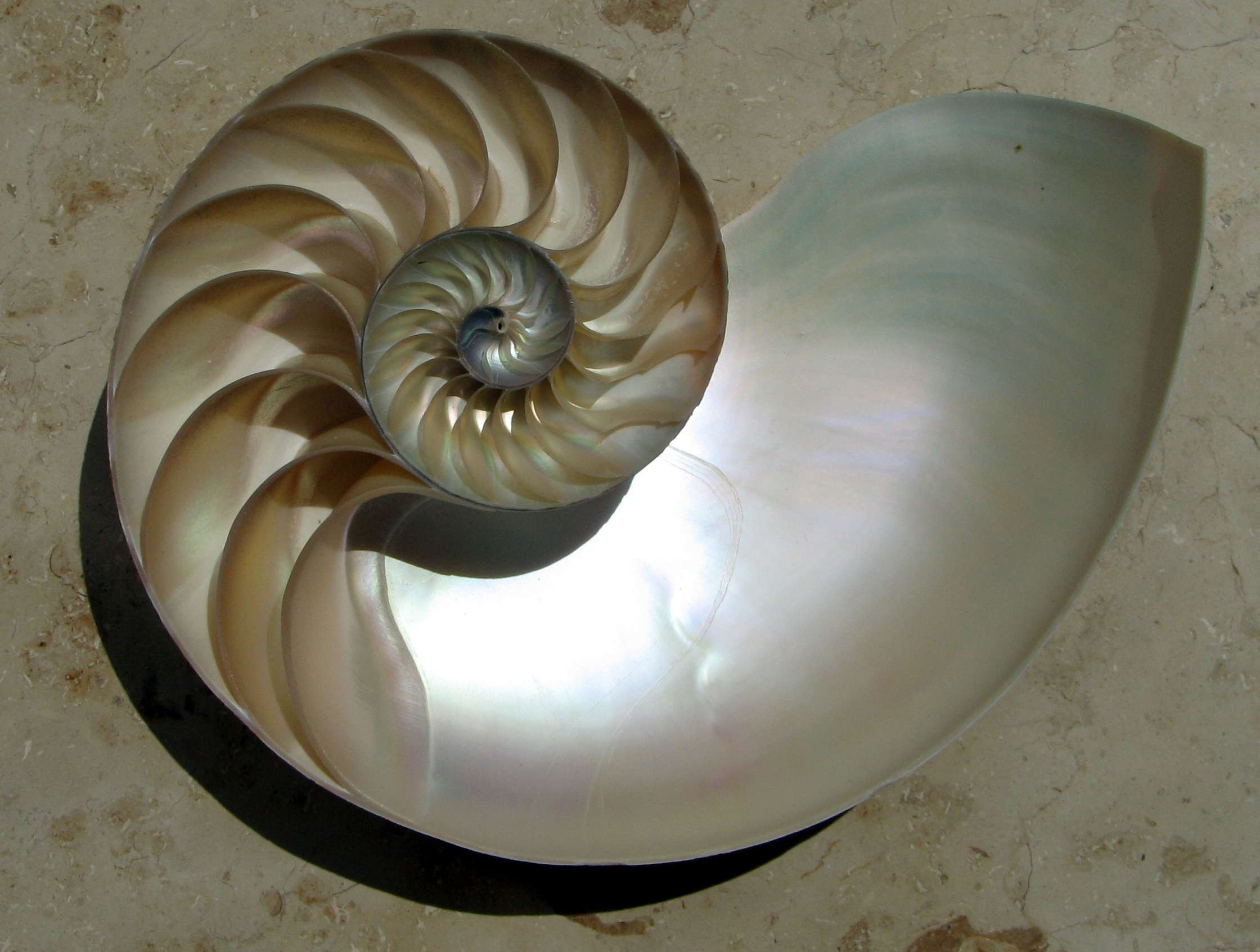
Längsschnitt der Schale außerhalb der Medianebene

Eines der auffallendsten Merkmale, das die Nautiliden von den übrigen Kopffüßern, den Tintenfischen (Coleoidea), unterscheidet, ist die spiralig aufgerollte, meist weißlich und bräunlich quergestreifte äußere Schale – auch Gehäuse genannt – deren Innenraum gekammert ist. Die Kammern sind durch uhrglasartig gewölbte Zwischenwände (Kammerscheidewände, Septen) voneinander getrennt. Zentral durch den gekammerten Teil der Schale, der als Phragmokon bezeichnet wird, verläuft ein dünner, von Blutgefäßen durchzogener Gewebeschlauch (Sipho oder Siphunculus), über den zur Regulation des Auftriebs Flüssigkeit aus den Kammern abgepumpt und ein luftähnliches, mit Stickstoff und Kohlenstoffdioxid angereichertes Gasgemisch in die Kammern hinein abgegeben werden kann. Die Schale ist dreischichtig: unter dem äußeren Periostracum, dem Schalenhäutchen aus dem organischen Material Conchin, liegt eine dünne äußere Prismenschicht (Ostracum) aus prismatischem Aragonit. Die innere Schicht, das Hypostracum, ist relativ dick und besteht wie die Septen aus Perlmutt. Mit ihren äußeren Schalen zählen Perlboote zu den sogenannten Ectocochleaten, wie auch die ausgestorbenen Ammoniten. Die Ammoniten waren den Nautiliden äußerlich relativ ähnlich, da sie ebenfalls Gehäuse besaßen, die in Wohnkammer und Phragmokon gegliedert und fast immer auch spiralig aufgerollt waren. Nach dem, was ihre Fossilien über die Ammoniten verraten, unterscheiden sie sich aber auch in relativ vielen Details von Nautiliden, und es wird angenommen, dass sie mit den Tintenfischen, die aufgrund ihrer nach innen verlagerten (oder reduzierten) Schale auch als Endocochleaten bezeichnet werden, näher verwandt sind als mit den Nautiliden.
Der größte Teil des Weichkörpers der Nautiliden, der Eingeweidesack (Visceralmasse), befindet sich immer in der Kammer, die sich unmittelbar an die Öffnung der Schale – Mündung oder Apertur genannt – anschließt, und die zugleich auch die jüngste und die mit Abstand größte Kammer ist. Sie wird auch als Wohnkammer bezeichnet und als solche vom Phragmokon unterschieden. Jede Kammer des Phragmokons repräsentiert den hinteren Abschnitt einer vormaligen Wohnkammer. Zieht das Tier eine neue Kammerscheidewand ein, so ist diese neue Wohnkammer infolge des Wachstums des Weichkörpers um den Faktor 1,08 größer als es die Wohnkammer nach Einziehung der zweitjüngsten Kammerscheidewand war. So entsteht unter anderem die Spiralform. Dabei wird annähernd kontinuierlich am Mündungsrand (Peristom) Schalenmaterial angefügt. Der Eingeweidesack ist vom Mantel (Pallium) umschlossen, der auch das Material der Schale abscheidet. Der Mantel bildet einen Hohlraum im unteren (ventralen) Teil der Wohnkammer, die sogenannte Mantelhöhle, in die die Kiemen (Ctenidien) hineinragen und in die auch der Darm sowie die Ausgänge der Keimdrüsen einmünden. Ein weiteres Merkmal, das die Nautiliden von den Tintenfischen unterscheidet ist, dass sie vier (zwei Paar) statt zwei Kiemen besitzen. Daher werden Nautiliden auch als Tetrabranchiaten („Vierkiemer“) bezeichnet und Tintenfische als Dibranchiaten („Zweikiemer“). Auch ein Tintenbeutel – das namensgebende Merkmal der Tintenfische – ist bei Nautiliden nicht vorhanden. Bei Gefahr kann der gesamte Weichkörper in die Wohnkammer zurückgezogen werden, wobei die sogenannte Kopfkappe wie eine Falltür herunterklappt und die Mündung verschließt.
Der Teil des Weichkörpers, der sich für gewöhnlich außerhalb der Schale befindet, umfasst das Cephalopodium, den Kopffuß-Trichter-Komplex. Am Kopf der Perlboote sitzen ungefähr 45 Armpaare. Die hohe Anzahl der Arme unterscheidet die Perlboote deutlich von den Tintenfischen, die nur 8 oder 10 Arme besitzen. Auch sind, anders als bei den Tintenfischen, die Arme der Perlboote nicht mit Saugnäpfen bestückt. Stattdessen sondern sie ein klebriges Sekret ab, das dabei hilft, die Beute oder sich selbst an glatten Oberflächen festzuhalten. Wegen der deutlichen Unterschiede zu den Armen der Tintenfische werden die Arme der Nautiliden auch als Cirren oder Tentakel bezeichnet. Hierbei werden die kurzen Labialtentakel, die unmittelbar um die Mundöffnung herum angeordnet sind, von den längeren Digitaltentakeln unterschieden, die außen um die Labialtentakel herum angeordnet sind. Bei den stets 38 Digitaltentakeln sind die Cirren in fleischigen Scheiden verankert, in die sie vollständig zurückgezogen werden können. Die einzelnen Scheiden der Cirren gehen an ihrem Ansatz in die Kopfscheide über. Jeweils ein sogenanntes Okulartentakel befindet sich an beiden Kopfseiten unmittelbar vor und unmittelbar hinter dem Auge. Diese Tentakel sondern kein Klebsekret ab und dienen wahrscheinlich als reine Tastorgane.
Die großen Augen der Perlboote liegen seitlich am Kopf. Im Unterschied zu den Tintenfischen handelt es sich hierbei nicht um Linsenaugen, sondern um relativ primitive Lochkameraaugen, das heißt, um mit lichtempfindlichen Sinneszellen ausgekleidete Einstülpungen der Außenhaut (Epidermis), die nur von einer Lochblende abgedeckt sind, ohne Linsen und Glaskörper. Auch weist die Epidermis der Nautiliden im Gegensatz zu jener der Tintenfische keine Chromatophoren auf.
Perlboote bewegen sich – wie für Kopffüßer allgemein typisch – mit Hilfe des Rückstoßprinzips fort. Hierbei wird durch einen unter dem Kopf liegenden schlauchartigen Fortsatz hindurch – den Trichter (Hyponom) – unter Druck Wasser aus der Mantelhöhle ausgestoßen. Die Erzeugung des Druckes in der Mantelhöhle erfolgt allerdings anders als bei Tintenfischen, nämlich durch abwechselndes, geringfügiges Vorschieben und Zurückziehen des Cephalopodiums im Gehäuse: Durch Vorschieben des Cephalopodiums wird das Volumen der Mantelhöhle vergrößert und Wasser in diese eingesaugt, durch Zurückziehen wird das Volumen der Mantelhöhle verkleinert und so Wasser aus dieser herausgepresst. Bei dieser Methode der Rückstoßerzeugung kann jedoch nur ein vergleichsweise geringes Volumen an Wasser ausgestoßen werden, wodurch auch der Druck, unter dem es ausgestoßen wird, eher gering ist. Daher erreichen Perlboote keine besonders hohen Geschwindigkeiten, zumal die große, gasgefüllte Schale im Wasser eine relativ starke Bremswirkung entfaltet. Infolge des Rückstoßantriebs rotiert („wippt“) das Tier bei der Fortbewegung leicht in der Symmetrieebene (engl. rocking).  Bei Experimenten in Aquarien zeigten Perlboote im Gegenstrom kurzzeitige relative Höchstgeschwindigkeiten von deutlich über 30 Zentimetern pro Sekunde, in ruhigem Wasser schwammen sie aber absolut nie schneller als 12 Zentimeter pro Sekunde.
Ausgewachsene Perlboote erreichen einen Gehäusedurchmesser von bis zu 23 cm und ein durchschnittliches Gewicht, einschließlich Gehäuse, von bis zu 1675 g (Nautilus belauensis). Adulte Männchen sind stets breiter und größer als adulte Weibchen. Das maximale Alter kann bis zu 20 Jahre betragen.

## Verbreitung und Verhalten
Die rezenten Arten leben im westlichen Pazifik und in einigen Bereichen des Indischen Ozeans, ausschließlich im tropischen Bereich und vor allem am Hang von Riffen. Sie sind Teil des Benthos und sind in Meerestiefen von 0 bis 500 m zu finden. Optimal scheint eine Tiefe zwischen 150 m und 300 m zu sein. Die Tiefe wird bestimmt durch Prädatoren und die Temperatur: eine Wassertemperatur von über 25 °C scheint für sie tödlich zu sein. Theoretisch liegt die untere Grenze der Verbreitung bei rund 800 m, wo die Schale implodieren würde.
Perlboote ernähren sich als nächtliche Räuber vor allem von kleinen Krebsen, aber auch von Aas und selten von kleinen Fischen. Tagsüber verstecken sich die Tiere in der Regel. Die Zahl der Männchen ist größer als die der Weibchen.

## Gefährdung und Nutzung
Perlboote sind vor allem durch das Sammeln der Schale gefährdet, die ein beliebtes Souvenir und Sammlerstück u. a. in Indonesien und Fidschi darstellt. Mindestens zwei Arten der Perlboote dienen als Lebensmittel und werden mittels Fallen gefangen.

## Systematik
Perlboote werden als die letzten Vertreter einer ehemals sehr verbreiteten Gruppe häufig als lebende Fossilien bezeichnet, ein irreführender Begriff, da natürlich auch die heutigen Perlboote eine Reihe von Veränderungen in ihrer eigenen Evolution durchgemacht haben. Allerdings belegen Funde aus dem Eozän, dass es sehr ähnliche Tiere, die der gleichen Artengruppe zugerechnet werden, bereits vor 38 Millionen Jahren gab; andere gehen von den ersten Nautilus-Arten bereits zum Ende der Kreide vor etwa 60 Millionen Jahren aus.
Allgemein werden bei den Perlbooten ein bis zwei Gattungen mit insgesamt drei bis sieben Arten unterschieden:
- Allonautilus
  - Allonautilus perforatus
  - Allonautilus scrobiculatus
- Nautilus
  - Nautilus belauensis
  - Nautilus macromphalus
  - Nautilus pompilius
  - Nautilus repertus
  - Nautilus stenomphalus

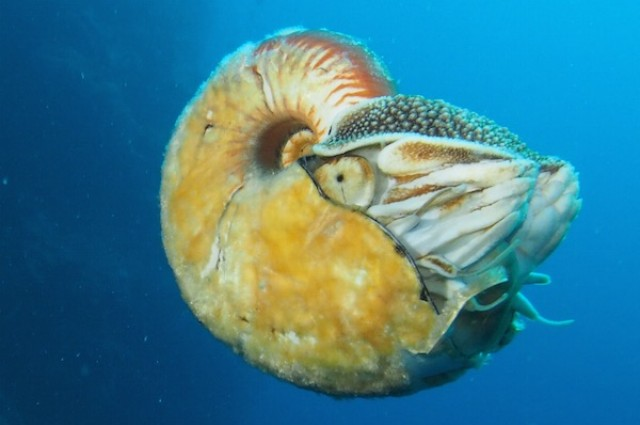
Allonautilus scrobiculatus

Nautilus scrobiculatus wurde erst 1997 aufgrund auffallender morphologischer Unterschiede (Weite des Nabels und Form des Gehäusequerschnittes) von Ward und Saunders zur Typusart einer eigenen Gattung – Allonautilus – erhoben, wobei die von Conrad im Jahr 1849 beschriebene Art Nautilus perforatus wegen seiner starken morphologischen Ähnlichkeit ebenfalls in diese neue Gattung gestellt wurde. A. perforatus, der nur von leeren Schalen bekannt ist, unterscheidet sich von A. scrobiculatus lediglich durch eine deutliche Querrippung, das heißt durch zahlreiche „Riefen“, die vom Nabel aus über die gesamte Schale zum Nabel der gegenüberliegenden Seite ziehen.

## Kunst, Mathematik und Symbolkraft

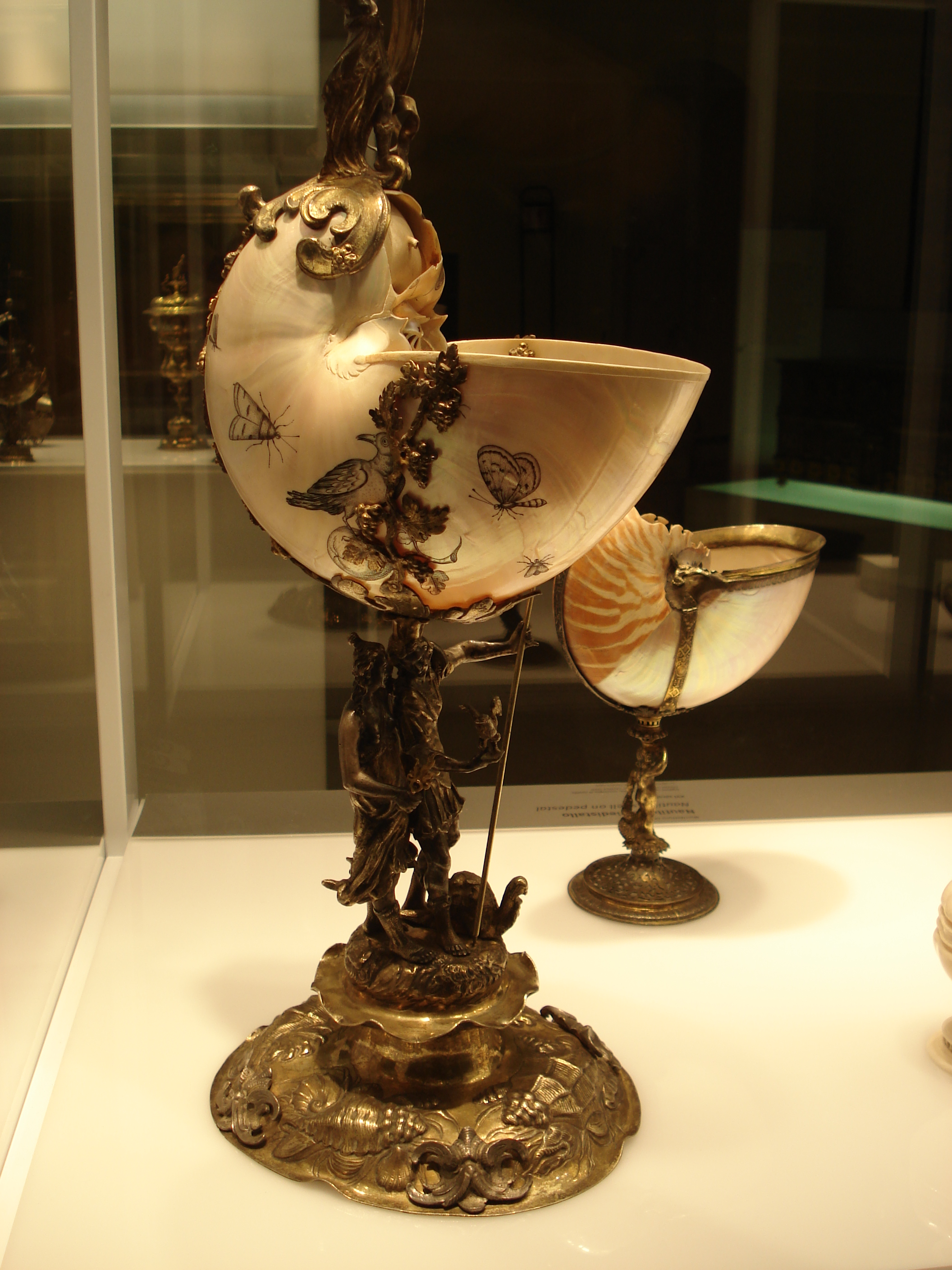
Nautilus-Pokale im Castello Sforzesco in Mailand

Wappen Neukaledoniens

Zur Zeit der Renaissance waren Prunkgefäße aus Perlbootschalen, gefasst in Gold und andere Edelmetalle, als Nautiluspokale beliebt. Eine Perlbootschale ist zudem in dem offiziellen Hoheitszeichen des französischen Überseegebietes Neukaledonien enthalten.
Die Perlboote sind ein bekanntes Beispiel für mathematische Formen in der Natur: Der Ventralrand des Kalkgehäuses vieler Nautiliden und insbesondere der Gattung Nautilus entspricht im Längsschnitt einer logarithmischen Spirale.
Auch in der Literatur sind Perlboote gerade wegen ihrer hohen Symbolkraft weit verbreitet. So trägt ein U-Boot, das in mehreren Romanen von Jules Verne vorkommt, und unter dem Kommando von Kapitän Nemo steht, den Namen „Nautilus“. Inspiriert von Jules Verne trugen auch mehrere Schiffe der United States Navy den Namen „Nautilus“, darunter die Nautilus von 1954, das erste nukleargetriebene U-Boot der Welt.